# Liste des chapitres de The World Is Mine
Cet article est un complément de l’article sur le manga The World Is Mine. Il contient la liste des volumes du manga parus en presse à partir du tome 1, avec les chapitres qu’ils contiennent.

## Volumes reliés

### Tomes 1 à 10
| no | Japonais        | Japonais   | Français         | Français      |
| no | Date de sortie  | ISBN       | Date de sortie   | ISBN          |
| --- | --------------- | ---------- | ---------------- | ------------- |
| 1 | 5 juin 1997     | 409152141X | 25 novembre 2005 | 9782203373235 |
| Liste des chapitres : - Ch. 1 : Bombe - Ch. 2 : Power Boum - Ch. 3 : Un ours - Ch. 4 : Bouge de là - Ch. 5 : Un caillou - Ch. 6 : Un démon - Ch. 7 : Le roi et Maria - Ch. 8 : Le ciel et la Terre |                 |            |                  |               |
| 2 | 4 octobre 1997  | 4091521428 | 25 novembre 2005 | 9782203373242 |
| Liste des chapitres : - Ch. 9 : Égalité - Ch. 10 : Un dur à cuire - Ch. 11 : Délation - Ch. 12 : Respectons les règles de vie en société - Ch. 13 : Pour raisons très privées - Ch. 14 : Des jouets amusants - Ch. 15 : La menace du tigre - Ch. 16 : On joue? - Ch. 17 : Une tête de mule - Ch. 18 : Assassin - Ch. 19 : Une fiction                                                                      |                 |            |                  |               |
| 3 | 8 janvier 1998  | 4091521436 | 24 février 2006  | 9782203373273 |
| Liste des chapitres : - Ch. 20 : Message royal - Ch. 21 : Blanc-bec - Ch. 22 : V.I.P. - Ch. 23 : Parler des morts - Ch. 24 : Yurikan - Ch. 25 : Des yeux brillants - Ch. 26 : Night Cruising - Ch. 27 : C'est toi qui conduit! - Ch. 28 : Point de contrôle - Ch. 29 : Sous la neige de Hakkôda - Ch. 30 : Sans aucune intention meurtrière - Ch. 31 : Higumadon                                           |                 |            |                  |               |
| 4 | 8 mai 1998      | 4091521444 | 8 septembre 2006 | 9782203373297 |
| Liste des chapitres : - Ch. 32 : King Ghidorah a combien de queues? - Ch. 33 : L'appareil a immortalisé cet instant - Ch. 34 : Takeshi Iijima - Ch. 35 : Raconter tel quel - Ch. 36 : Découverte - Ch. 37 : Hatsué Hamakita - Ch. 38 : Hurler - Ch. 39 : Il te tue; il te tue - Ch. 40 : Here & There - Ch. 41 : L'ours et le todo - Ch. 42 : Je peux mourir? - Ch. 43 : Leur dieu qui se trouve au ciel   |                 |            |                  |               |
| 5 | 5 août 1998     | 4091521452 | 10 novembre 2006 | 9782203373303 |
| Liste des chapitres : - Ch. 44 : Première rencontre - Ch. 45 : Silent Voice - Ch. 46 : Träumerei - Ch. 47 : Oui, non... Peut-être - Ch. 48 : Des yeux tristes faisant le mal - Ch. 49 : Un futon - Ch. 50 : La mère du meurtrier - Ch. 51 : La grande affaire qui nous concerne tous - Ch. 52 : Pas mon enfant - Ch. 53 : Tomorrow - Ch. 54 : Sacrifice - Ch. 55 : Les ours de la montagne Nametoko        |                 |            |                  |               |
| 6 | 5 novembre 1998 | 4091521460 | 9 février 2007   | 9782203373655 |
| Liste des chapitres : - Ch. 56 : Désir d'être complice (tous ceux qui veulent s'associer à l'affaire) - Ch. 57 : Deuxième guerre - Ch. 58 : Avoir conscience de... - Ch. 59 : Data - Ch. 60 : Image - Ch. 61 : Conseil de classe - Ch. 62 : Boîte de Pandore - Ch. 63 : L'oracle - Ch. 64 : Vas-y, vas-y - Ch. 65 : (Supposition) - Ch. 66 : Un bout de bois - Ch. 67 : Vétéran                            |                 |            |                  |               |
| 7 | 4 mars 1999     | 4091521479 | 26 avril 2007    | 9782203373983 |
| Liste des chapitres : - Ch. 68 : Maria de Ôdaté - Ch. 69 : Maria - Ch. 70 : Tuer, car c'est là que se trouve la vie - Ch. 71 : 15 décembre - Ch. 72 : Une grande puissance - Ch. 73 : Venue du ciel - Ch. 74 : Apportera l'apocalypse - Ch. 75 : 8 secondes - Ch. 76 : Stairway to Heaven - Ch. 77 : Sodom - Ch. 78 : Jusgo - Ch. 79 : Se préparer pour la fête                                            |                 |            |                  |               |
| 8 | 5 juillet 1999  | 4091521487 | 2 juillet 2007   | 9782203003132 |
| Liste des chapitres : - Ch. 80 : Carnaval - Ch. 81 : Regarde-moi !!! - Ch. 82 : Combat - Ch. 83 : Les secours - Ch. 84 : Héroïne - Ch. 85 : Bloody Maria - Ch. 86 : Le trio sur l'autel - Ch. 87 : À fond ♂♀♂ - Ch. 88 : Vu les circonstances - Ch. 89 : Choix - Ch. 90 : As Tears Go By - Ch. 91 : Visiteur                                                                                               |                 |            |                  |               |
| 9 | 4 décembre 1999 | 4091521495 | 17 août 2007     | 9782203003149 |
| Liste des chapitres : - Ch. 92 : Amertume et ardeur - Ch. 93 : To Be Continued - Ch. 94 : Tendre - Ch. 95 : Junko Sekitani - Ch. 96 : ...Et le bébé - Ch. 97 : Désolée d'être en vie - Ch. 98 : Bluff - Ch. 99 : Le président des États-Unis d'Amérique - Ch. 100 : Hot Line - Ch. 101 : Je pense, donc je suis - Ch. 102 : Jeu - Ch. 103 : Jeune maman de 18 ans vivant à Akita                           |                 |            |                  |               |
| 10 | 4 mars 2000     | 4091521509 | 9 octobre 2007   | 9782203003156 |
| Liste des chapitres : - Ch. 104 : Dispositif de défense - Ch. 105 : Ouvre les yeux - Ch. 106 : Parents inconnus, enfants inconnus - Ch. 107 : Il faut haïr les crimes et pas les gens !!! - Ch. 108 : Les ténèbres - Ch. 109 : Sans titre - Ch. 110 : La grotte de la déesse - Ch. 111 : Je m'en même! - Ch. 112 : Mauvais calcul - Ch. 113 : Une famille unie - Ch. 114 : Je pleure - Ch. 115 : Le roi nu |                 |            |                  |               |

### Tomes 11 à 14
| no | Japonais        | Japonais   | Français         | Français      |
| no | Date de sortie  | ISBN       | Date de sortie   | ISBN          |
| --- | --------------- | ---------- | ---------------- | ------------- |
| 11 | 5 juillet 2000  | 4091524613 | 1er février 2008 | 9782203012356 |
| Liste des chapitres : - Ch. 116 : Tokyo Dome - Ch. 117 : Lime Light - Ch. 118 : Challenger - Ch. 119 : Body Language - Ch. 120 : Priez pour nous, pêcheurs et vertueux - Ch. 121 : J'ai été assassinée - Ch. 122 : Être ou ne pas être - Ch. 123 : Belle au bois dormant - Ch. 124 : My Foolish Heart - Ch. 125 : Valse pour Maria - Ch. 126 : Killer - Ch. 127 : Ordre de la hiérarchie |                 |            |                  |               |
| 12 | 5 octobre 2000  | 4091524621 | 11 avril 2008    | 9782203012363 |
| Liste des chapitres : - Ch. 128 : Position de garde - Ch. 129 : Eux ou nous - Ch. 130 : Nés pour mourir - Ch. 131 : Appel à la décision - Ch. 132 : Cœur fort - Ch. 133 : Humanisme - Ch. 134 : La vie est belle - Ch. 135 : Espoir - Ch. 136 : Fleur - Ch. 137 : Bénédiction - Ch. 138 : Les vestiges du jour - Ch. 139 : Aube                                                          |                 |            |                  |               |
| 13 | 10 janvier 2001 | 409152463X | 2 juillet 2008   | 9782203012370 |
| Liste des chapitres : - Ch. 140 : Nature - Ch. 141 : Pas de vainqueur - Ch. 142 : Grande vie - Ch. 143 : Non-Stop - Ch. 144 : Itinéraire - Ch. 145 : Cage - Ch. 146 : Le carnet dans mon cœur - Ch. 147 : Love - Ch. 148 : Quête - Ch. 149 : Lemon - Ch. 150 : Sweet - Ch. 151 : Honey                                                                                                   |                 |            |                  |               |
| 14 | 1er mai 2001    | 4091524648 | 20 août 2008     | 9782203012387 |
| Liste des chapitres : - Ch. 152 : Rêve - Ch. 153 : Sainte nuit - Ch. 154 : Inconnu - Ch. 155 : Ne résiste pas. Accepte. Tout est relié. - Ch. 156 : Zone de danger - Ch. 157 : Expansion - Ch. 158 : Force - Ch. 159 : Dieu est mort - Ch. 160 : No Future - Ch. 161 : Néant - Ch. 162 : Mémoire - Ch. 163 : The World Is Mine                                                           |                 |            |                  |               |

### Édition japonaise
1. 1 2  Tome 1
2. 1 2  Tome 2
3. 1 2  Tome 3
4. 1 2  Tome 4
5. 1 2  Tome 5
6. 1 2  Tome 6
7. 1 2  Tome 7
8. 1 2  Tome 8
9. 1 2  Tome 9
10. 1 2  Tome 10
11. 1 2  Tome 11
12. 1 2  Tome 12
13. 1 2  Tome 13
14. 1 2  Tome 14

### Édition française
1. 1 2  Tome 1
2. 1 2  Tome 2
3. 1 2  Tome 3
4. 1 2  Tome 4
5. 1 2  Tome 5
6. 1 2  Tome 6
7. 1 2  Tome 7
8. 1 2  Tome 8
9. 1 2  Tome 9
10. 1 2  Tome 10
11. 1 2  Tome 11
12. 1 2  Tome 12
13. 1 2  Tome 13
14. 1 2  Tome 14